# 唐磊
唐磊（1978年7月19日—），中国大陸男歌手。2000年毕业于济南大学，现为济南大学音乐学院副教授。成为歌手之前曾在深圳做过电脑程序员。其歌曲《丁香花》曾于2004年在中国网络爆红，被认为是2004年最感人网络歌曲。

## 代表作
《丁香花》是一首由唐磊作词、编曲并演唱的歌曲。2002年开始在网络上流传，2004年收录于唐磊本人的专辑《丁香花》中。2004年《丁香花》获得第12届东方风云榜“香特莉之夜”十大金曲奖。

## 轶事
自陳淨心发微博聲稱揪出“港独”艺人卢凯彤，呼籲抵制歌手张敬轩之後，唐磊多次在其新浪微博发言称其坚决反对台独、港独并时常转发关于该两项的微博，其亦评论周子瑜国旗事件称：“个人感觉这背后有阴谋，在大选前一天搞这样一个视频，是想激起台湾百姓对中国大陆的愤怒，进而让更多人支持台独。”
唐磊是中超球队广州恒大的球迷，曾多次以实名账号在百度贴吧的广州球迷论坛留言。